# Mitsubishi
Grupul Mitsubishi (三菱グループ, Mitsubishi Gurūpu) este un conglomerat de peste 300 de companii autonome multinaționale japoneze, care împărtășesc brandul și moștenirea Mitsubishi.

## Istoria

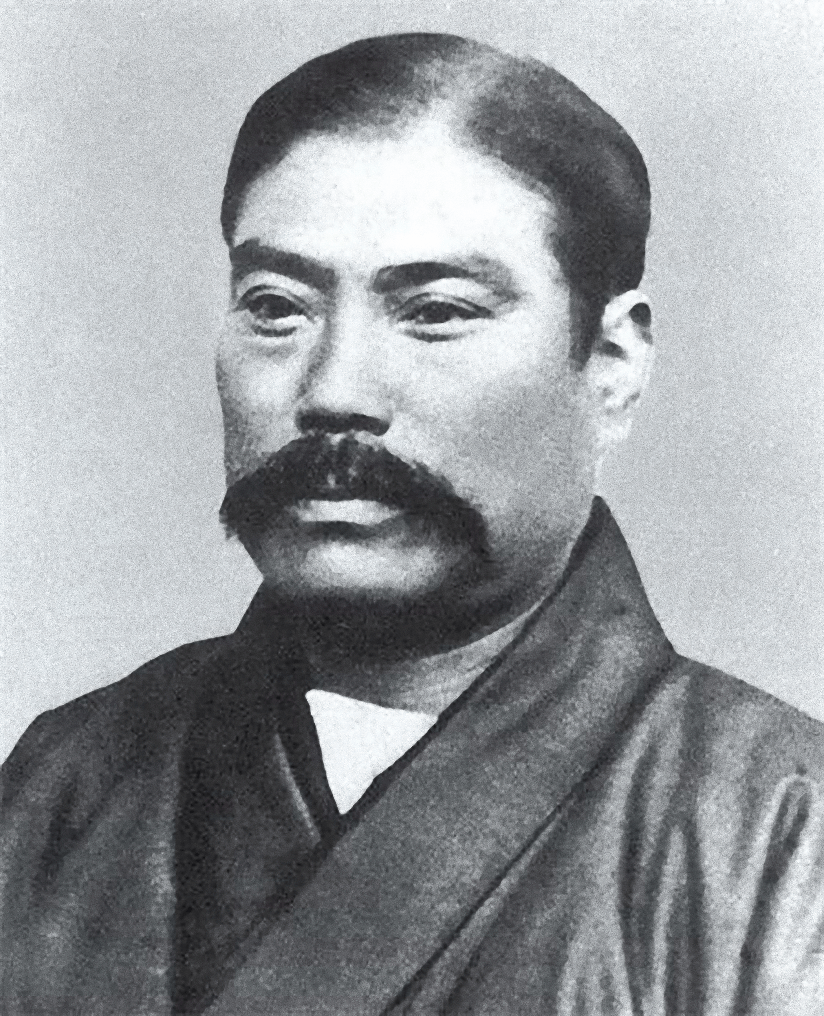
Yatarō Iwasaki, fondatorul Mitsubishi

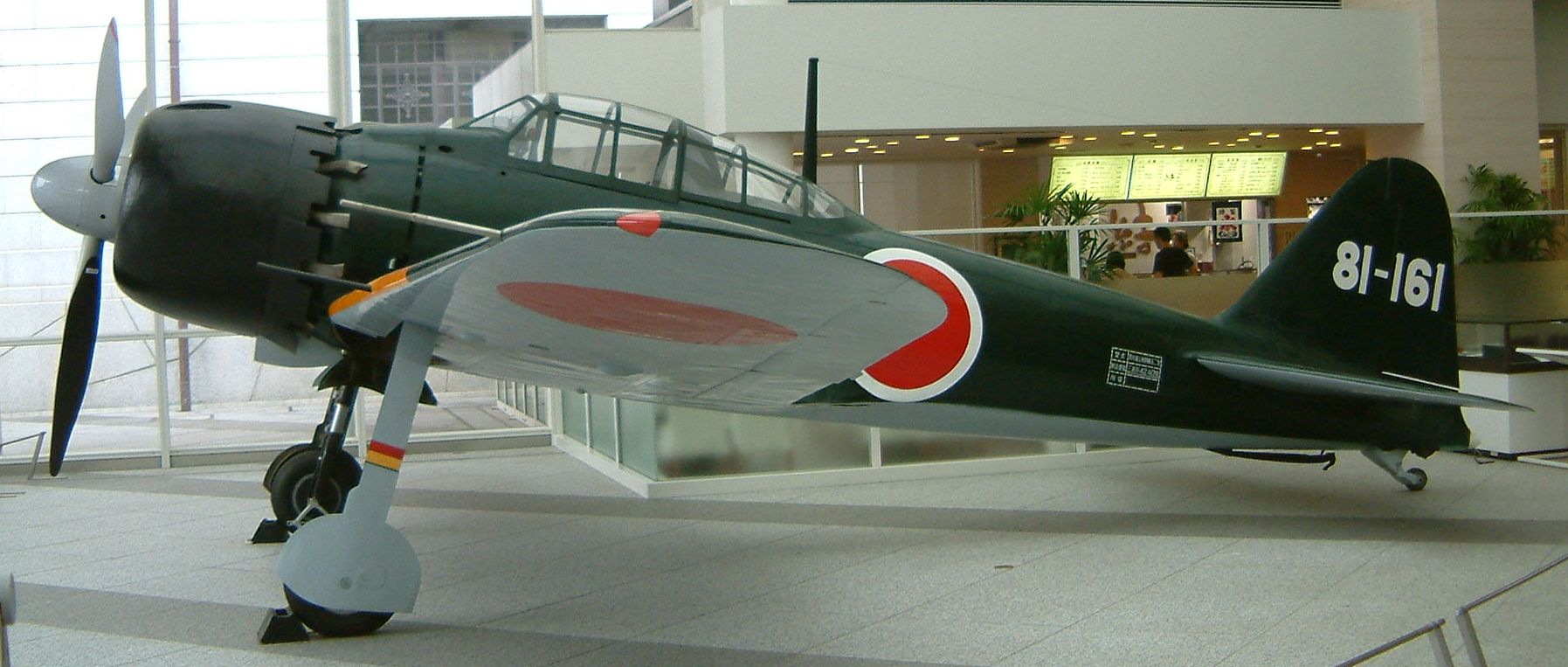
Mitsubishi A6M Zero

Istoria Mitsubishi Motors începe acum mai bine de 100 de ani, în 1870, când un tânăr antreprenor japonez pe nume Yatarō Iwasaki (1834–1885), care lucra pentru stăpânul său Tosa Clan, decide să pornească o afacere pe cont propriu, o mică companie navală numita Tsukumo Shokai.
Nu după mult timp, compania și-a extins activitățile în noi domenii. De la transportul naval s-a dezvoltat în construcția de nave , apoi în industria grea, producția de petrol și oțel, industria chimică, electronice, etc.
În 1917 Mitsubishi a creat prima linie de producție de automobile din Japonia, odată cu Mitsubishi Model A, o copie a lui Ford Model T. Un an mai târziu a apărut prototipul primului camion Mitsubishi. În 1928 a fost fondată compania aeronautică Mitsubishi care producea Mitsubishi MC-1. Primul autobuz a fost produs în 1932 (FUSO B-46). În prezent există peste 35 de companii separate Mitsubishi care produc de la nave, avioane, petrol, gaz, plastic, fibre sintetice, la produse electronice, software și automobile. În 1970 divizia responsabilă cu fabricarea motoarelor pentru automobile s-a constituit într-o companie independentă numită Mitsubishi Motors Corporation.

### Mitsubishi azi
Azi, Mitsubishi este prezent pe plan mondial în peste 170 de țări. Din Islanda până în Turcia și din Irlanda până în Rusia, Mitsubishi Motors este prezent în peste 30 de țări din Europa. Mitsubishi Motors a venit în Europa în 1974 odată cu apariția primelor modele Lancer și își continuă și în prezent dezvoltarea pe piețe noi, inclusiv și în România.

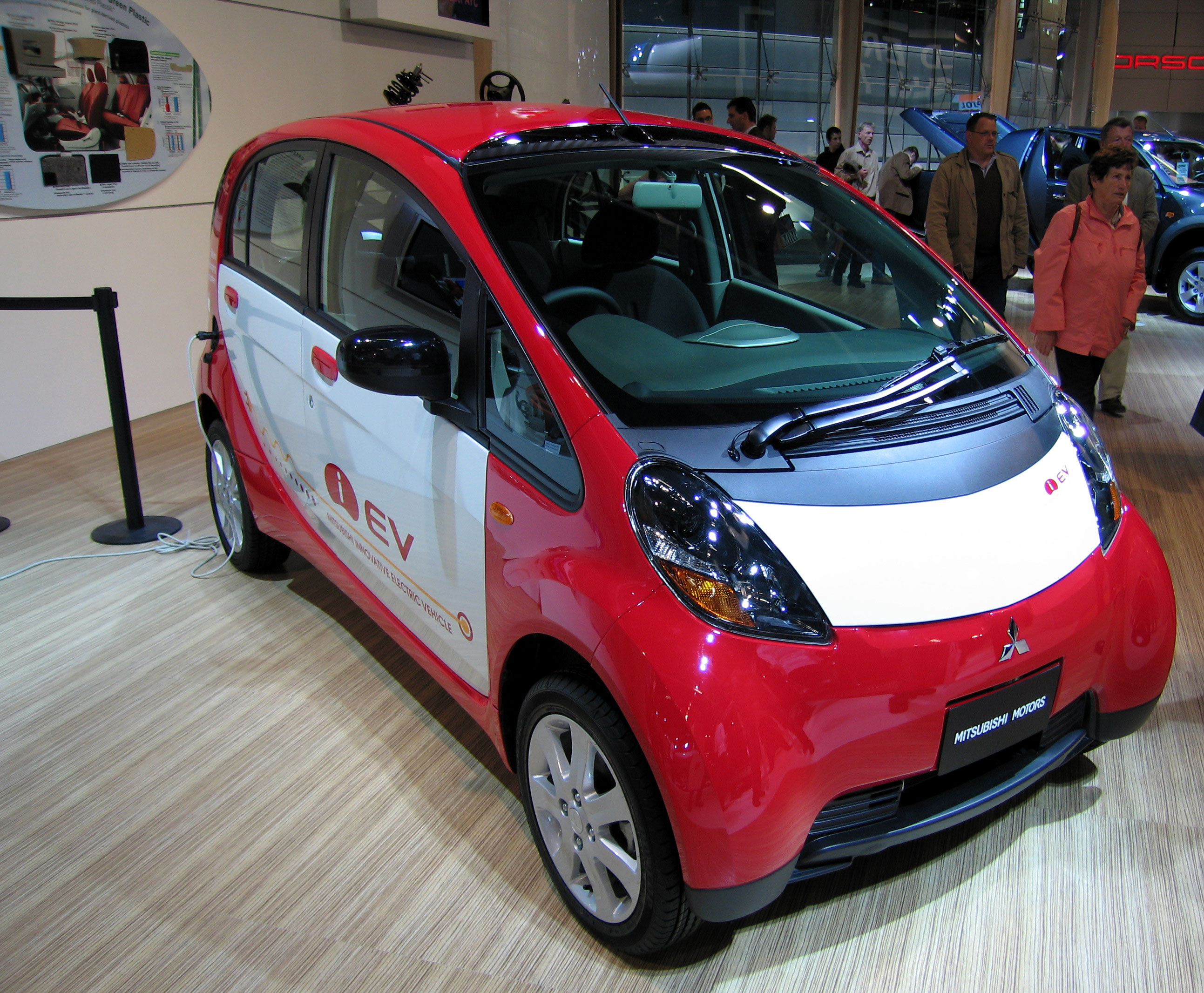
Mitsubishi i-MiEV

În decembrie 2002 companiile de distribuție și holding din Europa au fuzionat creând Mitsubishi Motors Europe. A fost punctul culminant al unui an în care MME și-a schimbat viziunea și s-a reorganizat, cu scopul de a forma o structură logică, unificată a activităților pe plan european. Reorganizarea a fost parte a schimbării Mitsubishi Motors la nivel mondial. Astăzi, de la sediul din Amsterdam, Mitsubishi Motors Europe (MME) conduce o afacere care cuprinde vânzări, marketing și distribuție a automobilelor, pieselor de schimb și accesoriilor în Europa.

### Logo-ul
La designul logo-ului companiei sale, Iwasaki s-a folosit de emblema familiei sale care conținea trei diamante și de cea a clanului Tosa, care conținea trei frunze de stejar unite. Acesta a fost înaintașul logo-ului de azi: trei diamante unite în punctul central. În 1875, Iwasaki a hotărât să redenumească compania sa după logo: „Trei Diamante” sau, în japoneză, Mitsubishi. De atunci, toate companiile care s-au dezvoltat din compania navală au purtat acest nume. Logo-ul în formă sa finală a fost înregistrat în 1914.

## Modele

### Actuale
- Mitsubishi Space Star
- Mitsubishi Eclipse Cross PHEV